# هلیننا
هلیننا (به چکی: Hlinná) یک منطقهٔ مسکونی در جمهوری چک است که در ناحیه لیتومیریتسه واقع شده‌است. هلیننا ۱۲ کیلومتر مربع مساحت و ۲۲۳ نفر جمعیت دارد و ۴۲۰ متر بالاتر از سطح دریا واقع شده‌است.